# Umwelt
Umwelt bezeichnet etwas, mit dem ein Lebewesen (oder etwas, das in Analogie zu einem Lebewesen behandelt wird) in kausalen Beziehungen steht. Der Umweltbegriff ist zu unterscheiden vom Begriff der Umgebung, der räumlich (und nicht kausal) definiert ist.

## Begriffsgeschichte

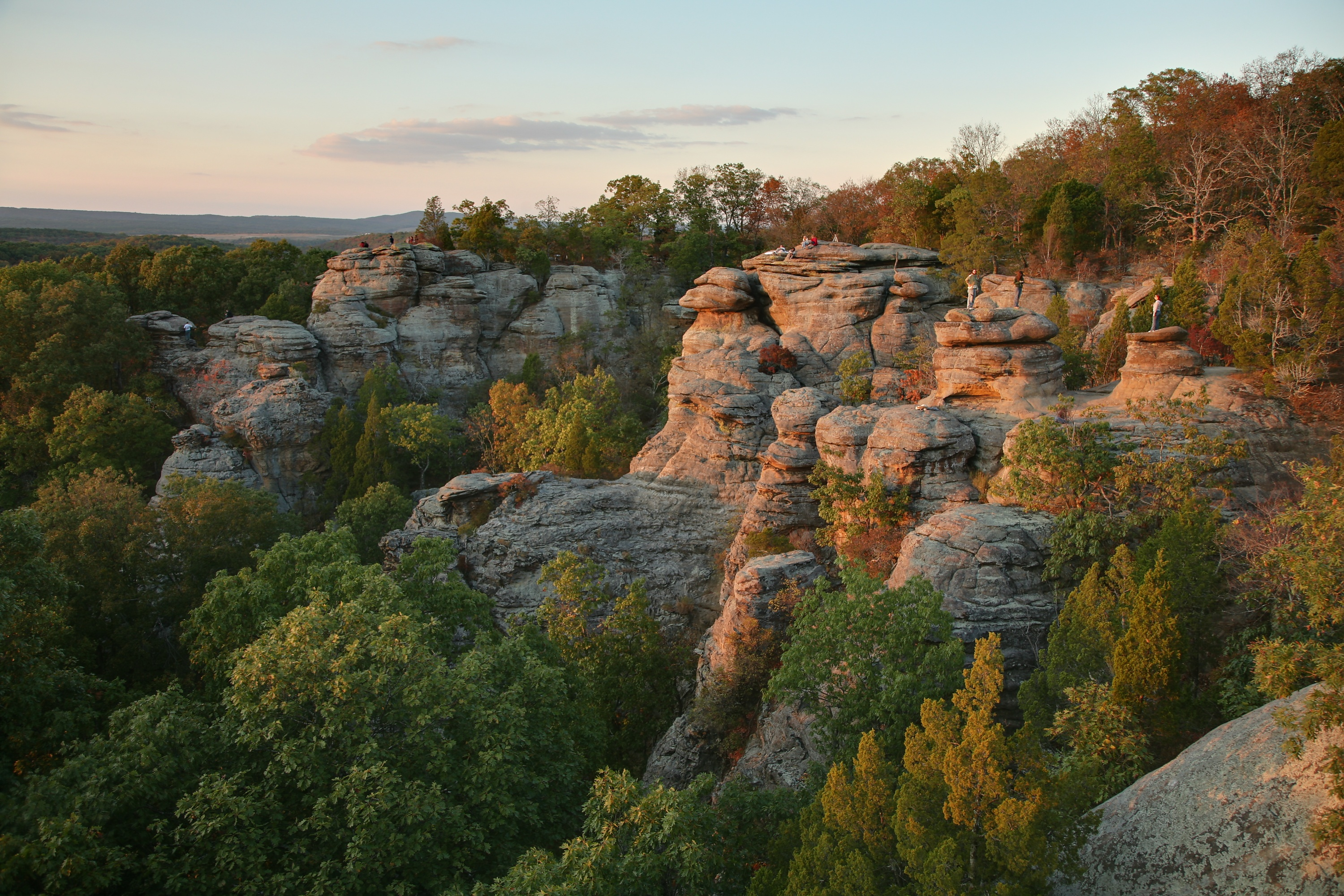
Auch assoziativ wird mit dem Begriff Umwelt die den Menschen umgebende Natur gemeint. Oft in idyllisierender Sichtweise.

Das Wort war ursprünglich eine seit 1800 belegte Lehnübersetzung aus dem Dänischen omverden mit der Bedeutung „umgebendes Land, umgebende Welt“. In der zweiten Hälfte des 19. Jahrhunderts wurde Umwelt zusätzlich ein Ersatzwort für das aus dem Französischen entlehnte Milieu.
Milieu war ursprünglich eine Bezeichnung für das (materielle oder immaterielle) Substrat oder Medium, innerhalb dessen Leben entsteht und stattfindet – eine Hypothese der seinerzeitigen Lebenswissenschaften, das im Ansatz dem Äther-Konzept der Physik nahestand: Die substanzielle Qualität dieses „Milieus“ aufzuklären, galt als zentrale Frage, um Theorien wie Urzeugung auch theoretisch zu widerlegen. Maßgeblich für die in den letzten Jahrzehnten dominierende Bedeutung „Die Umgebung eines Lebewesens, die auf dieses einwirkt und seine Lebensumstände beeinflusst“ war das 1909 von Jakob Johann von Uexküll veröffentlichte Buch Umwelt und Innenwelt der Tiere.
Der Referenzbezug auf das Individuum unterscheidet den Begriff inhaltlich von nahe liegenden Begriffen wie Ökosystem oder Natur.

## Umwelt in der politisch-ökologischen Debatte
In der politischen Debatte seit Ende der 1960er Jahre ist der Begriff Umwelt – und seine Bedeutung – mit der Ökologiebewegung verknüpft. In der realen politischen Auseinandersetzung wird er oft synonym mit dem Wort Natur verwendet, manchmal auch dem Wort Ökologie. Dieser unterschiedliche Gebrauch macht ihn einerseits unscharf, andererseits rekurriert er damit auf die den Menschen umgebende Welt.
Erst spät setzte auch eine ethische Debatte darüber ein, welche moralischen Argumente für den Schutz der Umwelt gelten könnten.

### Umwelt im Ökologiediskurs
Seinen Ausgangspunkt hat der Umweltbegriff im politischen Kontext in Bezug menschengemachter Einflüsse auf die den Menschen umgebende Natur, die sich im Regelfall negativ darstellte. Deutlich war an diesem Umweltbegriff seine menschliche Perspektive (Anthropozentrismus): Im Wesentlichen sollte die menschliche Umwelt weiterhin lebenswert erhalten werden.

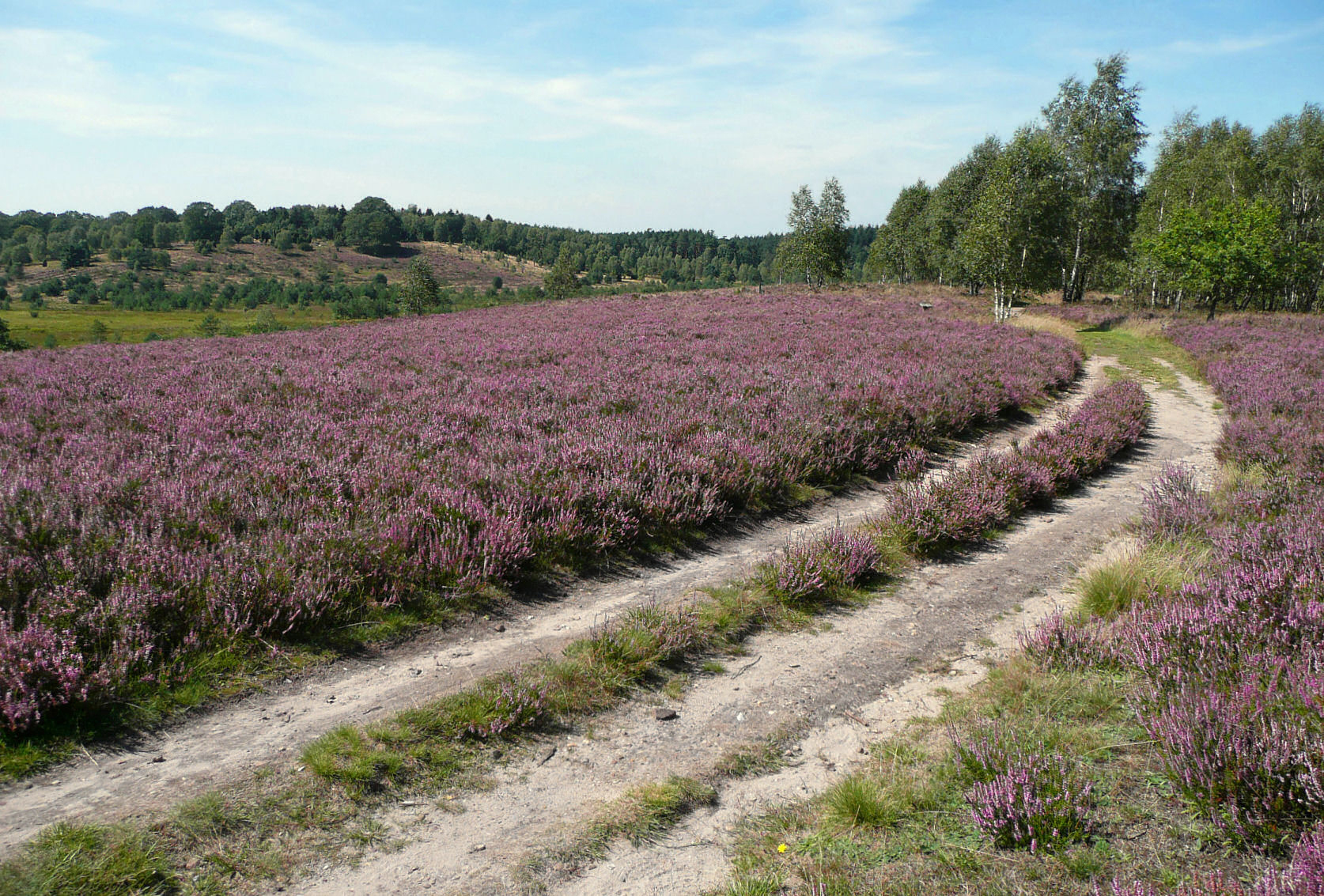
Die Lüneburger Heide ist ein Beispiel dafür, wie sich menschengemachte Umwelt (sie entstand im Neolithikum durch Überweidung weit verbreiteter Wälder) auch positiv darstellen kann.

### Umwelt und die Nachhaltigkeitsdebatte
Daran hat sich mit der Überführung in die Nachhaltigkeitsdebatte zunächst nichts geändert. Neben der Einbeziehung inter- und intragenerationeller Gerechtigkeitsüberlegungen und einer tragfähigen ökonomischen Perspektive geht es vor allem darum, den nachkommenden Generationen eine Umwelt zu hinterlassen, in der sie ähnlich leben können wie die heutige Generation. In diesem Zusammenhang kommt dem Umweltbegriff dennoch eine neue Bedeutung zu: Bei der Diskussion um die Verwundbarkeit (Vulnerability oder Vulnerabilität) von Menschen als Maßstab des Handelns, um beispielsweise den Klimawandel zu verhindern oder dessen Auswirkungen zu begrenzen. Die Verwundbarkeit spezifischer Menschengruppen ist eng an deren geografische und natürliche Umwelt – und die Auswirkungen, die beispielsweise der Klimawandel darauf haben wird – gekoppelt. Eine besondere Rolle spielt dabei die sozio-kulturelle Umwelt: Für Arme sind die Auswirkungen von Umweltzerstörungen in der Regel besonders drastisch.

### Umwelt in der Pädagogik und Bildung
Umweltbildung, die in den 1970er Jahren aufgrund der Umweltbewegung als Bildungsansatz eingeführt wurde, war der Vorläufer einer Bildung für nachhaltige Entwicklung. Sie wurde jedoch mit der Bildung für nachhaltige Entwicklung nicht überflüssig oder verdrängt, denn nach wie vor ermöglicht das Lernen im direkten Kontakt mit der Natur unmittelbare Lernerfolge. Moderne Natur- und Umweltbildung hat sich jedoch didaktisch weiterentwickelt und inhaltlich sowie methodisch den theoretischen Überlegungen systemischer Zusammenhänge angepasst. Insofern verwendet sie viele Elemente systemtheoretischen Denkens oder erlebnispädagogische Ansätze. Über solcherart praktische Übungen und persönliche Erfahrungen sollen komplexe Zusammenhänge erfahrbar gemacht werden, um handlungswirksam im Sinne des Schutzes der Umwelt zu werden.

## Umwelt in den Geisteswissenschaften

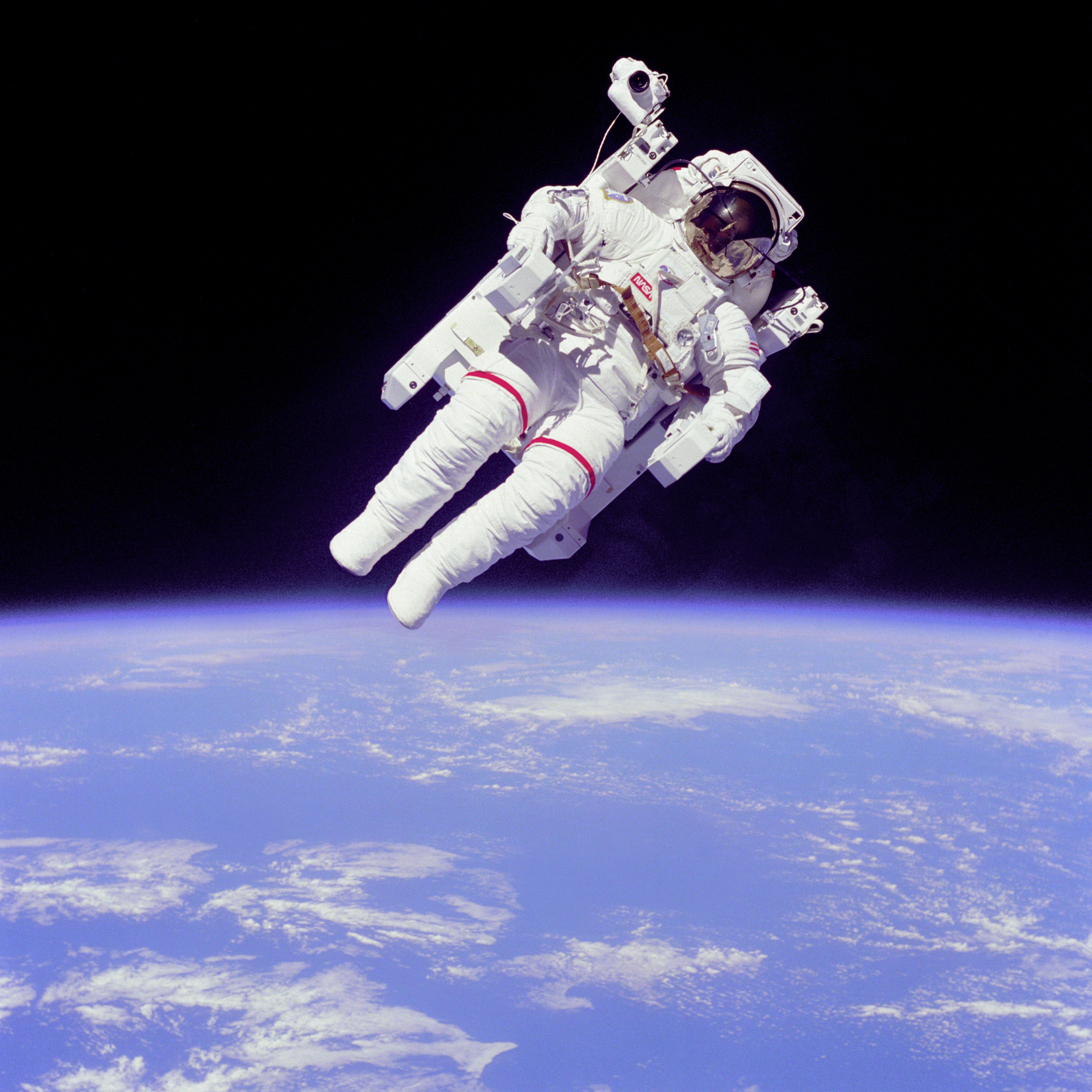
Menschen können sich durch Technologien ihre Umwelt (bzw. deren Bedingungen) mitnehmen und so selbst in sonst lebensfeindlichen Umwelten, wie etwa dem Weltraum, leben.

### Umwelt in der philosophischen Anthropologie
Im Rahmen der philosophischen Anthropologie bekam der Umweltbezug durch Max Scheler einen wichtigen Impuls. Auf die generelle Frage nach dem Wesensunterschied von Menschen zu Tieren postulierte er mit der Sonderstellung des Menschen ein wichtiges Prinzip: Die (Um-)Weltoffenheit des Menschen. Als geistiges Wesen ist der Mensch nicht mehr „trieb und umweltgebunden, sondern „umweltfrei“ und, wie wir es nennen wollen, „weltoffen“: Ein solches Wesen hat „Welt““. Tiere, bzw. Lebewesen allgemein, sind in ihre jeweilige Umwelt eingebunden, da sie eine spezifisch lebenswichtige Umgebung darstellt. Die Entwicklung ist ein Wechselspiel der Anpassung der Lebewesen an ihre Umwelt, wie die Evolutionstheorie zu zeigen vermag. Tierisches Verhalten ist so in einem weiten Sinne von ihrer Umwelt vorgegeben. Menschen unterscheiden sich (auch) dadurch von Tieren, dass sie sehr viel weniger an die Umwelt zurückgebunden sind. Im Gegenteil: Menschen können sich ihre eigene Umwelt schaffen, zum Teil auch in lebensfeindlicher Umgebung (wie etwa die internationale Raumstation ISS zeigt). Und sie können sich durch ihren Verstand in die Lebens(um)welt von Tieren versetzen.
Im Laufe der wissenschaftlichen Debatte wurde der ursprünglich sehr enge Kontext der Umwelt erweitert. Neben der „psychologischen Umwelt“, als Summe der Eigenschaften und Merkmale, die Lebewesen zu artspezifischen Aktionen und Reaktionen veranlasst, wurde die „physische Umwelt“ (abiotische und kosmische Umwelt) und für Menschen die „sozio-kulturelle Umwelt“ (soziale, technologische, ökonomische und kulturelle Umwelt) hinzugefügt.

### Umwelt in der Psychologie
Die Entwicklung der Persönlichkeit von Menschen ist dabei am stärksten von der sozio-kulturellen Umwelt, verstanden als Milieu, abhängig. Diesem Umstand widmet sich die Entwicklungspsychologie in dem sie davon ausgeht, dass Gegenstands- und Umweltbezug im Laufe des Alters beträchtlich wechseln. Der Begriff Lebensraum betont diese subjektive Komponente der Umwelt, während Setting, analog den Begriffen Natur oder Ökosystem, allgemein einen objektiveren Zugang darstellt. Die verhältnismäßig junge Disziplin der Umweltpsychologie befasst sich vor allem unter dem Aspekt der Wechselwirkung mit dem Handeln des Menschen sowie den Einstellungen von Menschen insbesondere zum Schutz der Umwelt.

### Ethik und Umwelt

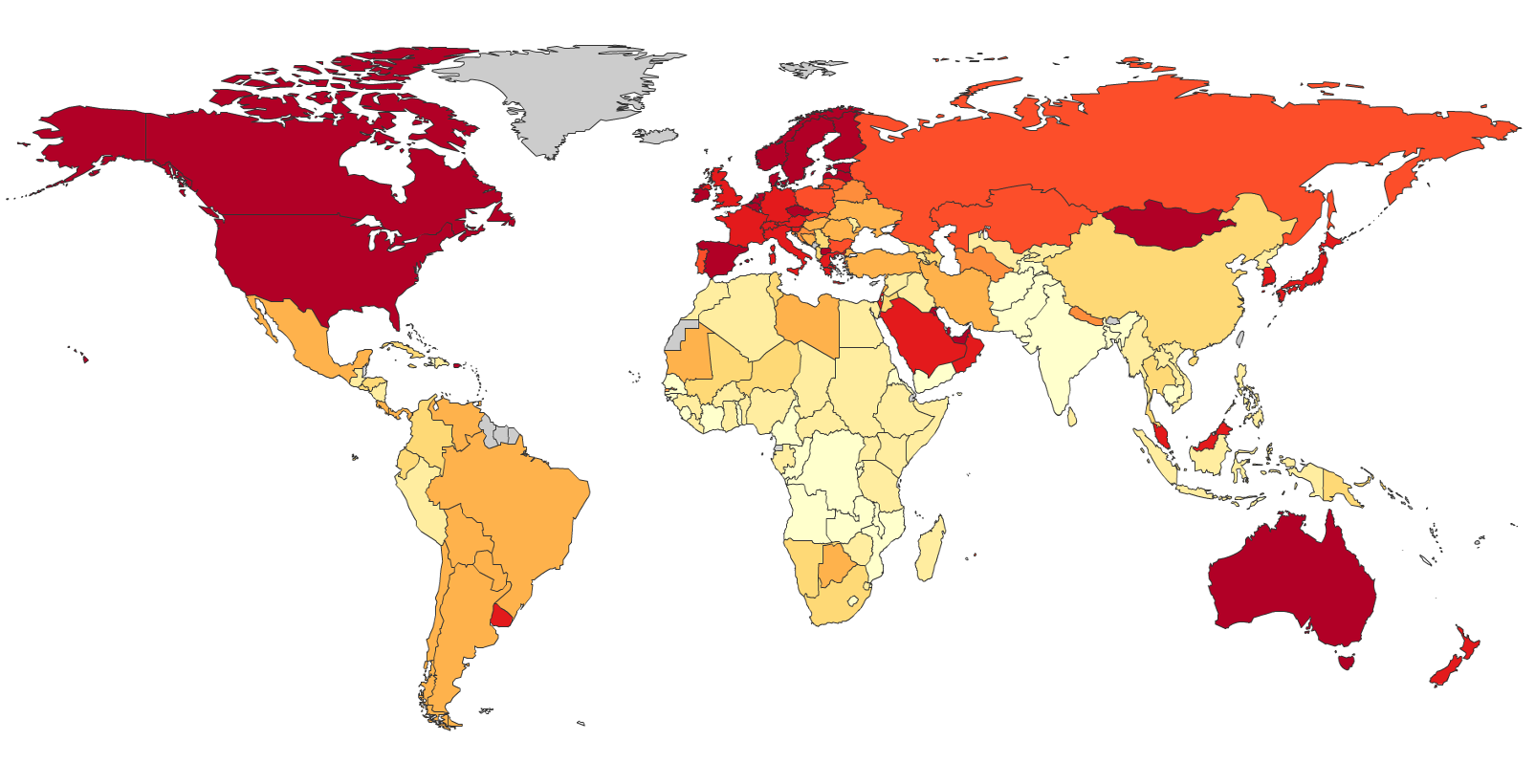
Mit dem ökologischen Fußabdruck soll eine Abschätzung der Folgen menschlichen Verhaltens auf die Umwelt anschaulich gemacht werden. Dies ist ein wichtiger Ansatz in der moralisch-ethischen, aber auch politischen Umweltdiskussion.

Der Vorwurf des Anthropozentrismus hat eine Diskussion innerhalb der ethischen Disziplinen über die Begründung einer Umweltethik entfacht, die bis heute andauert. Ausgehend vom Versuch Hans Jonas’, einen kategorischen Imperativ technologischer Gesellschaften (1984) gegenüber der Umwelt zu begründen, werden verschiedene Prinzipien moralischer Rechtfertigung, wie etwa die Leidensfähigkeit von Tieren (Pathozentrismus) oder ein abstraktes Lebensprinzip (Biozentrismus) diskutiert. Honnefelder (1993) verweist in diesem Zusammenhang auf das Problem, dass eine Ethik, die Umwelt nicht nur in Bezug auf den Menschen hin schützen soll, sondern Umwelt als einen eigenständigen Wert anerkennen will, vielleicht besser „ökologische Ethik“ genannt werden sollte. Doch die „Anthroporelativität aller Normen im Sinn eines Bezugs auf den Menschen als Normadressaten“, sowie die Gestaltungsnotwendigkeit des Menschen gegenüber seiner Umwelt, lässt den Begriff Umweltethik weiterhin gerechtfertigt erscheinen. Und das nicht nur als sogenannte „Bindestrich-Ethik“ (wie etwa Unternehmensethik oder Institutionenethik), sondern – neben der Individual- und Sozialethik – als eigenständige Disziplin.

### Zeit und Umwelt
Es kristallisiert sich immer mehr heraus, dass Umwelt eine besondere Beziehung zur Zeit hat. Die zeitliche Komponente besteht zum einen darin, dass sich Umwelten für Menschen jeweils historisch unterschiedlich darstellen. Dies betrifft sowohl die reine Umgebung, die sich im Laufe der Zeiten ändern (können), als auch den Blick, den Menschen jeweils auf ihre Umwelten richten. Aber auch die vielfältigen Wechselbeziehungen, beispielsweise lebender Systeme zu ihrer Umwelt, unterliegen zeitlichen Veränderungen. Insofern ist eine wichtige Aufgabe, adäquate „Zeitmaße für die Umwelt“ zu finden. Eine „Ökologie der Zeit“ bedeutet dabei nicht, „ökologisch relevanten Fragestellungen nun auch noch Zeitaspekte ergänzend hinzuzufügen“. Das Verhältnis ist insofern grundlegender, als Umwelt und Zeit ein eigenständig zu erforschendes Thema darstellen und damit eine neue Aufgabenstellung entstanden ist. Wenn ein konkreter Raumausschnitt als Umwelt in seiner Entwicklung über mehrere Jahrtausende betrachtet wird, treten die unterschiedlichen Ursachen zutage, die zu seiner Entwicklung führten. Außerdem werden die Rückwirkungen und Wechselwirkungen zwischen dem Wirken der menschlichen Gesellschaft, der Landschaft, der Artenvielfalt und dem Klimawandel deutlich.

### Umwelt in der Soziologie
In der soziologischen Debatte spielt Umwelt eine wichtige Rolle in verschiedenen Bereichen:
- In der Umweltsoziologie ist normalerweise von der Umwelt der Menschen die Rede. Sie befasst sich mit dem Verhältnis von Natur und Gesellschaft.[9] Umwelt erscheint als Natur, die einerseits den Menschen zusetzt (Stürme, Erdbeben usw.), andererseits vor den Menschen geschützt werden muss (Klimawandel, Waldsterben usw.). Die Umweltsoziologie hat dabei verschiedene theoretische und praktische Ansätze, die auch unterschiedliche Betrachtungsweisen der Umwelt zur Folge haben.
- Zudem zieht die Umweltproblematik (Bedrohlichkeit und Bedrohtheit) und ihre wachsende Bedeutung für wertbezogene Debatten soziologische Aufmerksamkeit auf sich.[10]
- Aus dem Bereich der Arbeitssoziologie kommt die Debatte um das Verhältnis subjektiven Handelns, des Wissens darum und den Anteil, den körperliche Interaktion mit der Umwelt dabei hat. Diese Untersuchungen zeigen, dass beispielsweise eine spürende Wahrnehmung von Gegenständen oder Arbeitsmethoden mit einer „praktischen Auseinandersetzung mit der Umwelt verbunden ist und von ihr abhängen“.[11][Anmerkung 4]

## Umwelt als (system)theoretischer Begriff

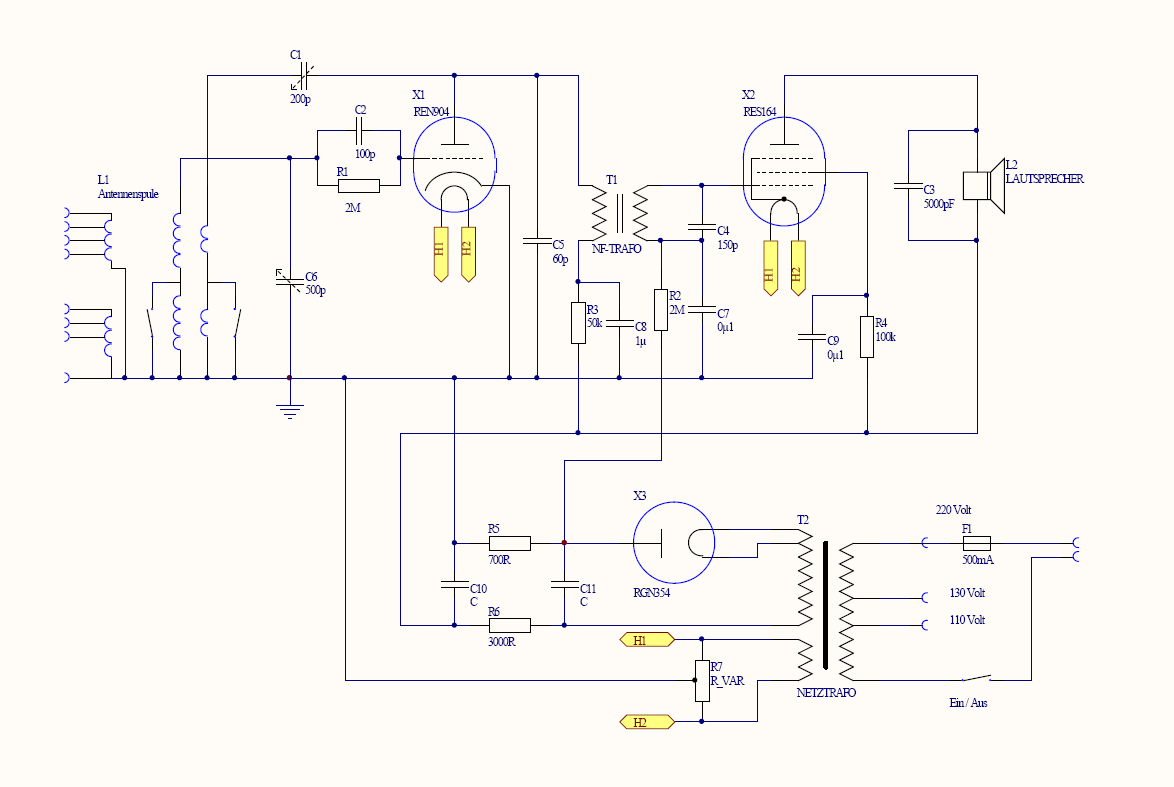
Der Schaltplan eines Volksempfängers VE301W als geschlossenes technisches System. Technische Systeme sind deshalb interessant, weil sie sowohl den Ausgangspunkt des systemtheoretischen Denkens darstellen, als auch alle ihrer Komponenten berechen- und manipulierbar sind. Die Grenze und die Beziehungen zur Umwelt werden hierbei von den Menschen definiert und/oder gebaut.

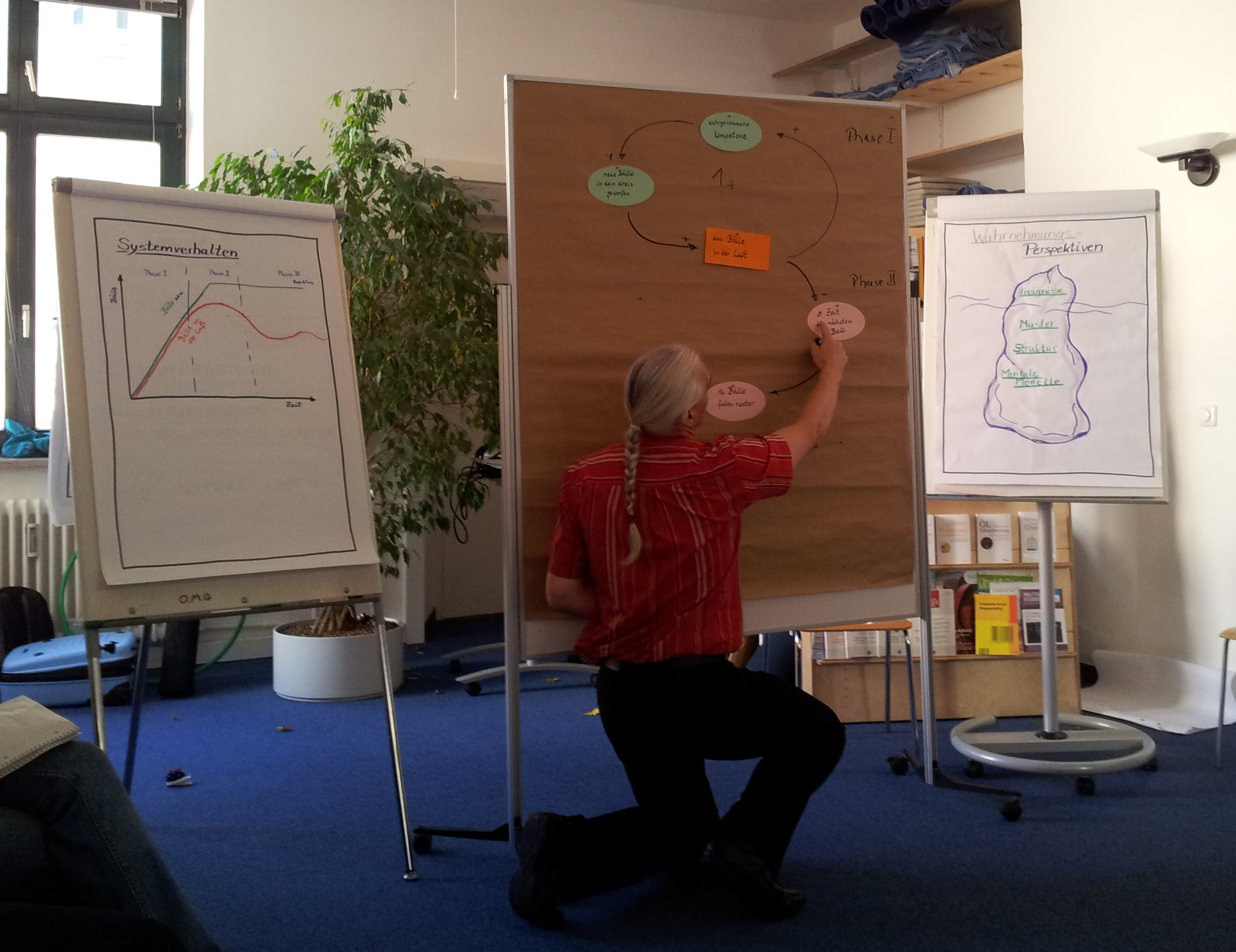
Systemtheoretisches Denken hat sich als wichtiger Bestandteil der neueren Umweltpädagogik durchgesetzt.

In der Systemtheorie wird generell zwischen System und Umwelt unterschieden. In den klassischen Ansätzen steht Umwelt für alles, was nicht das System ist, das heißt, sie wird komplementär zum System definiert. In postmodernen Ansätzen wird das Verhältnis zwischen System und Umwelt differenztheoretisch gesehen. Luhmann beispielsweise definiert System als Differenz zwischen System und Umwelt: „Ein System „ist“ die Differenz zwischen System und Umwelt.“
Neben der Beobachtung und Abgrenzung der „äußeren“ Umwelt durch ein System (z. B. die des Marktes durch ein Unternehmen) ergibt sich eine weitere mögliche Beobachtungsperspektive: die Beobachtung der Organisation durch ihre Mitglieder (durch die „innere“ Umwelt). Darauf, dass die Individuen teils den Systemen angehören, teils außerhalb des Systems bleiben, verweist bereits Georg Simmel (ohne den Systembegriff zu verwenden): Jedes Mitglied einer Gesellschaft lebt gleichzeitig „Drinnen“ und „Draußen“ (draußen mit seiner Psyche, seinen religiösen Überzeugungen usw.). Diese Grenze ist variabel.

### Umwelt in den klassischen Systemtheorien
Bei den klassischen Systemtheorien kann man zwei Typen unterscheiden: Die einen behandeln offene Systeme (etwa General System Theory, L. von Bertalanffy) und die andern behandeln operationell geschlossene Systeme (Kybernetik, N. Wiener).
In der Systemtheorie, die abgeschlossene Systeme behandelt, wird die Umwelt nicht direkt thematisiert. Als Um-Welt des Systems erscheinen spontane Störungen (Perturbationen) an der Systemoberfläche, beispielsweise in Form von Reizen, die das System kompensieren muss. Ein typischer Vertreter ist H. Maturana, der das Nervensystem als operationell geschlossen behandelt.
In der Systemlehre, in der offene Systeme behandelt werden, reagieren Systeme auf Umweltbedingungen, das heißt, sie sind offen für Information aus der Umwelt in dem Sinne, dass die Umwelt das Systemverhalten bestimmt.

### Umwelt in den postmodernen Systemtheorien
In der Systemtheorie von N. Luhmann ist Umwelt ein theoretischer Begriff. Ein System stellt sich für ihn immer dann ein, wenn es eine differenzierbare Einheit zwischen Systemen und Unterscheidung von System und Umwelt gibt. Als „Ausgangspunkt jeder systemtheoretischen Analyse hat […] die Differenz von System und Umwelt zu dienen.“
Umwelt ist für ihn jedoch keine undefinierte Restgröße, beispielsweise zur Aufrechterhaltung oder den Nachschub an Energie bzw. Informationen, sondern – in einer Differenzbetrachtung – konstitutive Voraussetzung des Systems. In Abgrenzung zur Umwelt ergibt sich dann beispielsweise die Identität des Systems. Die Abgrenzung von der Umwelt ist für soziale Systeme deshalb unabdingbar, um die prinzipiell nicht erfassbare Komplexität zu reduzieren, und dadurch handlungsfähig zu sein (Komplexitätsreduktion). Impulse in die Umwelt oder Anstöße von Seiten der Umwelt gibt es immer dann, wenn eine Anschlussfähigkeit vorhanden ist.

## Umwelt in der Organisationstheorie
Ähnlich zur Systemtheorie trennt man in der Organisationstheorie generell zwischen einem System (hier: Organisation) und seiner Umwelt. Man kann formale und informale Dimensionen der Umwelt unterscheiden.
Die formalen wären:
- Umweltkomplexität
- Umweltdynamik
- Umweltdruck

Informale sind:
- globale Umwelt
- Aufgabenumwelt
- Interessengruppen

Es muss bei der Organisation (Aufgabe/Tätigkeit) einer Organisation (Institution) die Umwelt dringend berücksichtigt werden, z. B. Lieferanten, Abnehmer, politische und gesetzliche Restriktionen.

## Umwelt in den Naturwissenschaften
Anstelle des Begriffs „Umwelt“ werden innerhalb der Naturwissenschaften normalerweise neutralere Begriffe verwendet. Üblich sind z. B. Habitat, Ökosystem, Natur usw. Genauere Bestimmungen des Verhältnisses von Individuen zu ihrer Umwelt werden in den verschiedenen naturwissenschaftlichen Disziplinen unterschiedlich behandelt.
Es gibt dabei eine bis heute anhaltende theoretische Auseinandersetzung (mit empirischen Beispielen der Zwillingsforschung) vor allem zwischen den Natur- und Sozialwissenschaften zum Verhältnis von Umwelt und Individuum. Die Frage dabei ist, welcher der beiden Faktoren oder Bereiche das menschliche Handeln und menschliche Eigenschaften in welchem Umfang steuert.

## Anlage-Umwelt-Interaktion

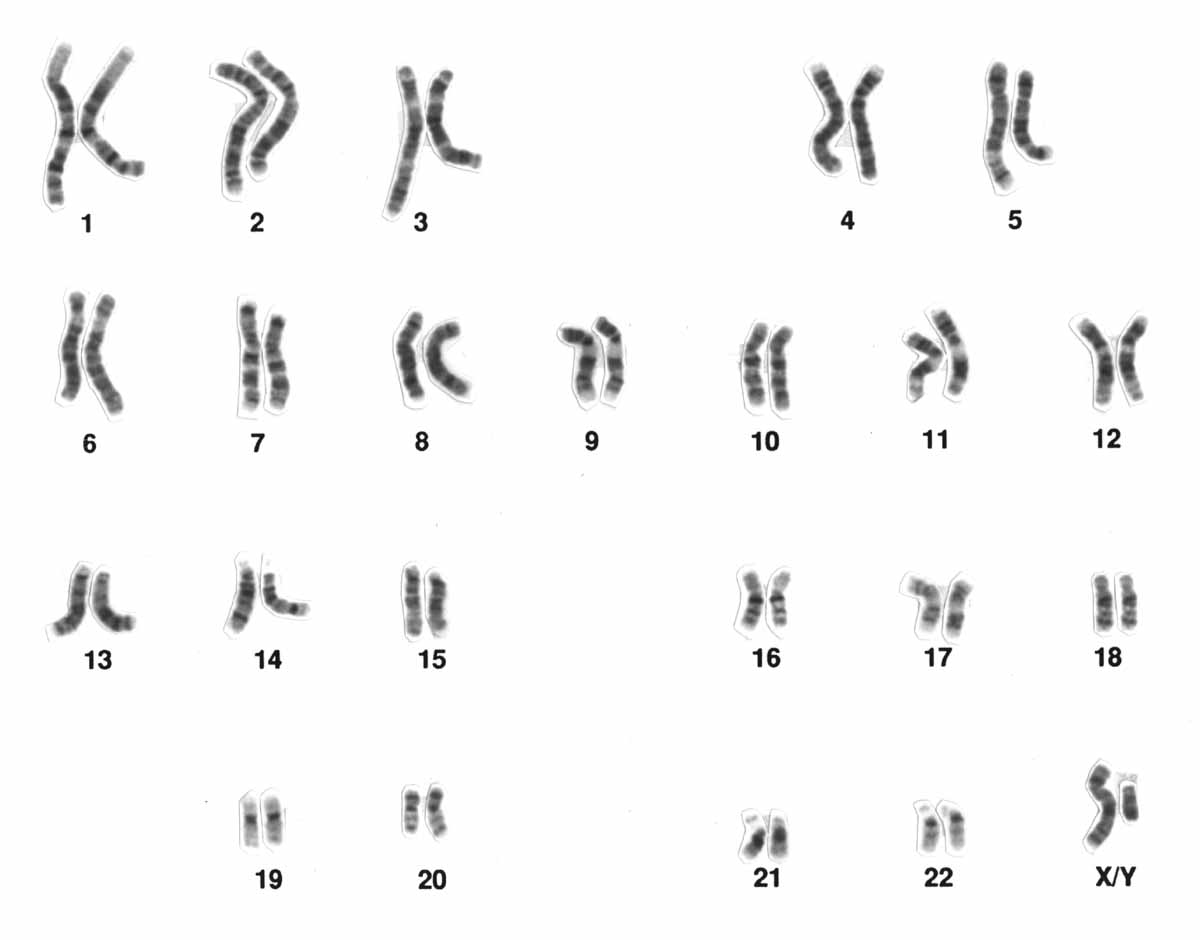
Ein männlicher Chromosomensatz. Gerade in der Genetik entzündete sich die Debatte darüber, welchen Einfluss die Umwelt auf die Entwicklung von Menschen hat. Dabei ist Umwelt in diesem Zusammenhang bereits auf der epigenetischen Ebene zu verorten.

### Erbanlagen und Umwelt
Die Debatte um die Frage, wer oder was für das menschliche Handeln verantwortlich ist, wurde sehr extrem und ideologisch von Seiten einiger Evolutionsbiologen gegenüber den Sozialpsychologen und Philosophen geführt. Solch deterministische Sichtweisen waren auch der Anlass für die Entschlüsselung des menschlichen Erbgutes im Human Genom Projekt „HUGO“. Die Hoffnung, die dahinter steckte, war die, über die Reparatur „defekter“ Gene Krankheiten zu heilen oder spezifische Eigenarten von Menschen zu verändern. Seither hat sich immer mehr gezeigt, dass die Umwelt eine enorme Rolle spielt. Das zeigt sich bereits bei monogenetischen Krankheiten (wie etwa der oft in diesem Kontext genannten Stoffwechselkrankheit Phenylketonurie), also Erkrankungen, die durch einen genau lokalisierbaren Gendefekt bestimmt sind. Der phänotypische Verlauf, also die individuelle Ausprägung der Krankheit, ist bei gleicher „Ursache“ sehr unterschiedlich und hängt entscheidend von der jeweiligen Umwelt ab. Zunächst in einem mikrobiologischen Sinn, also dem zellulären Umfeld als unmittelbarer Umwelt des Genoms.
Die relativ neue Forschungsrichtung der Epigenetik beschäftigt sich mit der Frage, wie die Umwelt Genexpressionen auslösen kann, die wiederum an Tochterzellen weitergegeben werden können. Es ist immer noch sehr umstritten, ob sich diese Genexpressionen bleibend im Erbgut niederschlagen können und somit an Nachkommen weitervererbt werden könnten. Ein anschauliches Beispiel ist die Honigbiene. Eine Ernährungsumstellung im Larvenstadium bewirkt, dass sich eine der Larven zu einer Königin entwickelt, während die anderen Arbeiterinnen werden. Bei der Königin findet keine DNA-Methylierung statt. Während die Gene stabil sind, sind die Epigene dynamisch und können durch Umwelteinflüsse, wie etwa die Ernährungsumstellung, beeinflusst werden.

### Umwelteinflüsse auf die menschliche Entwicklung
Die Anlage-Umwelt-Interaktion lässt sich gut bei Krankheiten wie der Schizophrenie erforschen und aufzeigen. Anhand der Zwillingsforschung konnte herausgefunden werden, dass eine erhöhte Anfälligkeit an Schizophrenie zu erkranken, zum Großteil genetisch veranlagt ist. Erbt man bestimmte genetische Faktoren, kann das Risiko einer Erkrankung auf etwa 80 % steigen. Aber nicht nur die Erbanlagen, sondern auch unsere Umwelteinflüsse, wie etwa frühe, negative Erfahrungen vor oder während der Schwangerschaft, steigern das Risiko. Solche pränatalen und perinatalen Einflussfaktoren sind etwa Sauerstoffmangel des Kindes oder eine Infektion, erhöhter Stress, Unterernährung oder eine Diabeteserkrankung der Mutter, sowie das Rauchen in der Schwangerschaft.
Studien konnten auch nachweisen, dass sich das Leben in urbanisierten Gegenden negativ auf das Risiko einer Schizophrenie auswirken kann. Dies wird zudem verstärkt, wenn man einer ethnischen Minderheit oder einer niedrigen sozialen Schicht angehört oder in Armut lebt. Ein Erklärungsversuch ist die negative Auswirkung der stressreichen Umgebung, eine geringere Verfügbarkeit von Ressourcen und eventuelle Diskriminierung. Anhand von Krankheiten wie der Schizophrenie lässt sich eindrücklich aufzeigen, welch großen Stellenwert verschiedenste Umwelteinflüsse auf unsere Entwicklung haben. Nachfolgend wird noch einmal vertiefend auf einige wichtige Einflussfaktoren eingegangen.

#### Vorgeburtliche Einflussfaktoren
Viele Forschungen haben den Einfluss von pränatalem (vorgeburtlichem) Stress auf die psychische und physische Entwicklung eines Kindes eingehender untersucht. Bezüglich physischer Faktoren konnte mit Hilfe von standardisierten Fragebögen herausgefunden werden, dass sich pränataler Stress und Ängste der Mutter, insbesondere im letzten Drittel der Schwangerschaft, negativ auf die Schwangerschaftsdauer und das Geburtsgewicht auswirken können und zudem häufiger zum Auftreten von Frühgeburten führen. Aus ethischen Gründen, werden psychische Faktoren, wie etwa die Verhaltensänderung ausgelöst durch pränatalen Stress vor allem anhand Tierversuche erforscht, die jedoch Rückschlüsse auf den Menschen ermöglichen. Mary L. Schneider untersuchte eine Gruppe von 24 Rhesusaffen im Alter von 6 Monaten, von denen die Hälfte von Müttern abstammte, die in regelmäßigen Abständen unter Stress gesetzt wurden. Fünf Mal pro Woche wurden diese in einen dunklen Raum gesperrt und mit lauten Geräuschen konfrontiert. Die Nachkommen dieser Mütter wiesen störende Verhaltensweisen auf, wie etwa das stoßen anderer Affenjungen oder selbstverletzendes Verhalten. Außerdem ließ sich ein gestörtes exploratives Verhalten nachweisen. Diese Affenjungen hatten zudem ein niedrigeres Geburtsgewicht, motorische Defizite und litten an Passivität und erhöhter Ablenkbarkeit.
Ähnliche Ergebnisse lassen sich auch beim Menschen wiederfinden. So konnten verschiedene Autoren nachweisen, dass ein Zusammenhang zwischen frühkindlichen Regulations- und Beziehungsstörungen, wie etwa exzessives Schreien, und einer erhöhten Stressbelastung, Ängsten und pränatalen Depressionen der Mutter besteht. Dies hatte besonders dann negative Auswirkungen auf das Kind, wenn es im ersten Drittel der Schwangerschaft auftrat.

#### Anregende Umwelt
Rosenzweig und Krech untersuchten in einem Experiment mit Ratten, inwieweit die Umwelt Einfluss auf die Gehirnentwicklung nimmt. Einige junge Ratten wurden in einem reizarmen Einzelkäfig aufgezogen, während andere als Gruppe in einem Käfig mit „natürlicher Umgebung“ gehalten wurden. Die Ratten, denen mehr Anregung zum Beispiel in Form von Spielzeug zur Verfügung stand, bildeten einen dickeren Kortex aus. Nach 60 Tagen hatte sich das Gewicht des Gehirns um 7–10 % und die Synapsen um 20 % vermehrt. Außerdem war diese Gruppe aktiver und neugieriger. Diese Ergebnisse hatten auch einen großen Einfluss auf den Umgang und die Versorgung von Kindern. Zum Beispiel führten sie zu einer drastischen Verbesserung der Verhältnisse für Heimkinder. Es zeigte sich außerdem, dass auch Stimulation wie zärtliche Berührungen sich positiv auf Kinder auswirkt. Dies konnte in Form von Gewichtszunahme und schnellerer neurologischer Entwicklung beobachtet werden.

### Umwelt und Begabung (Intelligenz)
In eine ähnliche Richtung wie die Auseinandersetzung um die Frage Erbanlagen und Umwelt geht die Debatte von Anhängern der Individuation gegenüber Sozialisationstheoretikern bezüglich der Frage menschlicher Begabung oder Intelligenz. Das erste Problem dabei ist die Bestimmung und begriffliche Fassung von Begabung selbst (oder auch von Intelligenz). Was genau eine Begabung sein kann, lautet die erste Frage. Die zu Grunde liegende Problematik ist die, ob Begabung (Intelligenz) eine Personeneigenschaft ist, die möglicherweise unveränderbar existiert (invariabel ist), oder ob Begabung bzw. Intelligenz (ausschließlich) durch die Inspiration von Seiten der sozio-kulturellen Umwelt, also beispielsweise ein extrem hilfreiches Elternhaus oder ein gutes Schulsystem, kommt. Auch hier dürfte sich, bei aller Schwierigkeit, empirische Belege zu liefern, herausstellen, dass beide Faktoren, also „Veranlagung und Umwelt“, zusammenwirken müssen. Zumindest, damit sich eine Begabung (oder die Intelligenz) ausprägen kann.

## Unswelt
Der deutsche Geologe und Paläontologe Reinhold Leinfelder sprach sich um November 2011 z. B. mit dem Ansinnen, die Welt als eine den Menschen überlassene Stiftung zu betrachten, für eine Verschiebung des Begriffs zu Unswelt aus.